# Serrière
Die Serrière ist ein 700 Meter langer Bach im Schweizer Kanton Neuenburg, der in den Neuenburgersee mündet. Im Quartier Serrières der Stadt Neuenburg verläuft sie in einem tief eingeschnittenen Tal, das von Mühlen und Industrie geprägt wurde. Die Serrière wird von einer Karstquelle gespiesen, die unterirdisch ein 88 km² grosses Einzugsgebiet im Val de Ruz des Neuenburger Juras entwässert. Sie gehört zum Einzugsbereich des Rheins. 

## Geographie

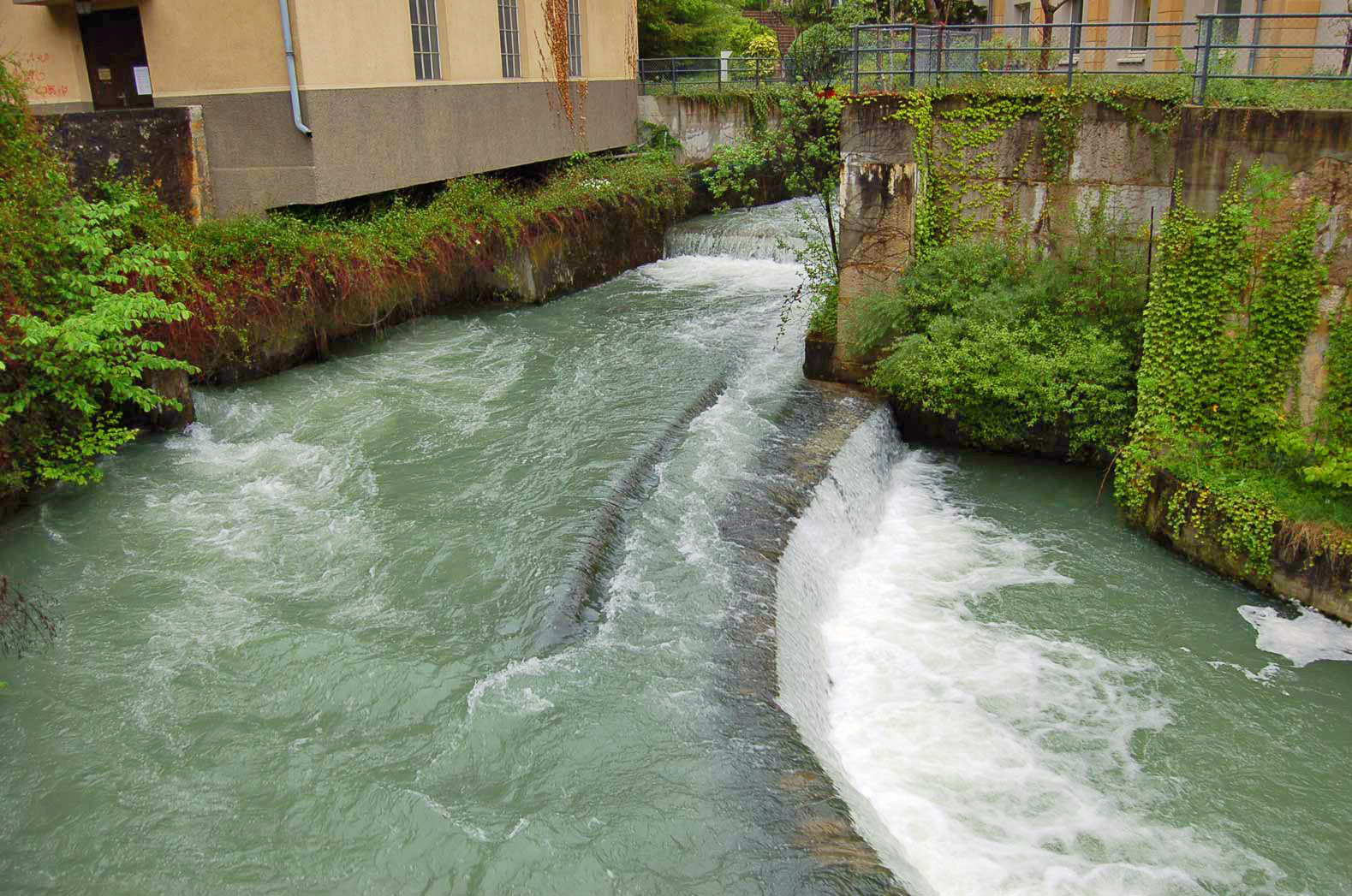
Hochwasserentlastung nahe der Quelle, 2007

Die Karstquelle am Jurafuss liefert eine mittlere Abflussmenge von 2,5 m³/s bei einem Minimum von 0,19 und einem Maximum von 10,9 m³/s. Das Wasser stammt aus dem Val de Ruz, das im porösen Kalkstein versickert und hier wieder zutage tritt. Das unterirdische Einzugsgebiet der Serrière von 88 km² überdeckt sich mit dem des Seyon, der das Val de Ruz oberirdisch entwässert und anderthalb Kilometer weiter östlich in den Neuenburgersee mündet.
Die Serrière bildet einen tiefen Einschnitt am Nordhang des Neuenburgersees. Ihr Tal wird von zwei Viadukten überspannt. Die nach Louis-Alexandre Berthier benannte Strassenbrücke «Pont Berthier» wurde von 1807 bis 1810 erbaut, ihr Namensgeber war in dieser Zeit Fürst von Neuenburg. Das Eisenbahnviadukt wurde 1858 fertiggestellt; es überführt die Bahnstrecke von Neuenburg nach Yverdon sowie nach Pontarlier.
Kurz vor der Mündung wird die Serrière in zwei Röhren gefasst, die die Autobahn A5 und die Hauptstrasse 5 unterqueren. Die kleinere Röhre mündet westlich der Hauptröhre.
Nach 700 Meter Laufstrecke fliesst die Serrière in den Neuenburgersee. 

## Nutzung

Papeteries de Serrières, 1942

Die Wasserkraft der Serrière wurde seit dem Mittelalter für den Betrieb von Mühlen genutzt. Sie trieb auch Sägen, Walken, Stampfen und Schleifwerke an. Eine Getreidemühle wurde 1228, eine Papiermühle 1477 erstmals erwähnt. Bedeutung erhielt die daraus entstehende Papierfabrik, Weltruf die Schokoladenfabrik Suchard, die Philippe Suchard 1826 in einem Lagerhaus für Tuche gründete. Die Mühle des Familienunternehmens Bossy (Haferflocken) ist auf einem Plan von 1896 aufgeführt. Die Niederlassung wurde 1939 geschlossen. Der Plan führt von der Quelle zur Mündung auf: eine grosse Zahl von Gebäuden der Papierfabrik Papeteries de Serrières, drei grössere Gebäude der Moulins Bossy, das ausgedehnte – von beiden Viadukten überspannte – Fabrikgelände von Suchard, Sägewerk und Schmiede Martenet sowie das grössere Sägewerk und Mühle Voegeli. Eine Standseilbahn («plan incliné») beförderte von 1892 bis 1954 die erzeugte Schokolade direkt zum Bahnhof Serrières.
Die Schliessung der Papeteries de Serrières und der Wegzug von Suchard («Milka») verursachten in Neuenburg «tiefgreifende gesellschaftliche (Arbeitslosigkeit) und wirtschaftliche Veränderungen» (Jean-Pierre Jelmini: Historisches Lexikon der Schweiz). In bestehenden Gebäuden siedelten sich die kantonale Verwaltung und kleinere Betriebe an, oder sie wurden zu Lager- und Wohnzwecken umgenutzt.
Im Tal der Serrière liefern drei Wasserkraftwerke elektrische Energie, dazu gehört die mehrfach umgebaute «Moulin de la voûte» (Gewölbemühle), die 1882/1883 von Suchard erworben wurde.

## Belege
1. 1 2  Geoserver der Schweizer Bundesverwaltung (Hinweise)
2. 1 2 3  Bernard Mathey: Hydrogéologie des bassins de la Serrière et du Seyon, thèse présentée à l'université de Neuchâtel en 1976. (PDF, französisch) archiviert in archive.wikiwix.com am 1. November 2021.
3. 1 2 3  Neuchâtel-Serrières – Rund um das Erbe von Suchard. (PDF, 8,1 MB, dreisprachig) abgerufen am 11. November 2023.
4. 1 2 3  Jean-Pierre Jelmini: Neuenburg (Gemeinde). In: Historisches Lexikon der Schweiz.  8. September 2021.
5. ↑  funimag.com: Serrières. Plan des industries actuelles, 1896. abgerufen am 11. November 2023.